# Kasteel van Nobles
Het Kasteel van Nobles (Frans: Château de Nobles) is een kasteel in de Franse gemeente La Chapelle-sous-Brancion. Het kasteel is een beschermd historisch monument sinds 1946.